# جوسيب كوب
جوسيب كوب ، من مواليد 17 أغسطس 1961 ، لاعب كرة قدم يوغسلافي سابق.
لعب مع منتخب يوغسلافيا لكرة القدم.

## روابط خارجية
- جوسيب كوب على موقع قاعدة بيانات كرة القدم.إي يو (الإنجليزية)
- جوسيب كوب على موقع ناشيونال فوتبول تيمز (الإنجليزية)